# Euchlaena
Euchlaena es un género de plantas herbáceas de la familia de las poáceas. Es originario de México y el Caribe.
Algunos autores lo incluyen en el género Zea.

## Citología
El número cromosómico básico del género es x = 10, con números cromosómicos somáticos de 2n = 20 y 40, ya que hay especies diploides y una serie poliploide.

## Especies
- Euchlaena bourgaei
- Euchlaena giovanninii
- Euchlaena luxurians
- Euchlaena mexicana
- Euchlaena perennis

## Híbrido
Híbridos intergenéricos con Zea - × Euchlaezea Janaki ex Bor.